# Маан, Омар Владимирович
Омар Владимирович Маа́н (абх. Маан Омар Владимир-иԥа; род. 18 ноября 1960, Адзюбжа, Абхазская АССР) — абхазский историк и этнограф, доктор исторических наук, профессор Абхазского государственного университета, ведущий научный сотрудник Абхазского института гуманитарных исследований, член-корреспондент Академии наук Абхазии.

## Биография
Родился 18 ноября 1960 года в селе Адзюбжа, Очамчирский район, Абхазская АССР в семье служащих. В 1976 году окончил Гульрипшскую среднюю школу.
В 1983 году окончил историко-правоведческий факультет Абхазского государственного университета по специальности «история и советское право». В 1983—1985 годах преподавал историю в Адзюбжской средней школе № 2 имени А. М. Чочуа и являлся лектором общества «Знание».
В 1985—1986 и 1987—1990 годах проходил аспирантуру при Институте этнографии и антропологии имени Н. Н. Миклухо-Маклая АН СССР в Москве. В 1986—1987 годах проходил срочную службу в Вооружённых силах СССР во Владивостоке в качестве писаря делопроизводства строительной части. В 1990 году под руководством В. П. Кобычева защитил диссертацию «Социализация личности в традиционно-бытовой культуре абхазов (вторая половина XIX — начало XX вв.)» и получил учёную степень кандидата исторических наук.
С 1990 года работает в Абхазском институте гуманитарных исследований, занимал должности младшего, старшего, а с 2018 года — ведущего научного сотрудника в отделе этнологии.
С 2006 года работает в Абхазском государственном университете на кафедре истории, этнологии и археологии Абхазии, занимал должности старшего преподавателя, затем — доцента и профессора. Вёл дисциплины «История Абхазии», «Этнология Абхазии», «Этнология Кавказа» и «История этнокультурных и экономических связей древней и средневековой Абхазии».
В 2016 году защитил диссертацию «Этнокультурные и экономические связи абхазов в VIII — ХVIII вв. Историко-этнографическое исследование» и получил учёную степень доктора исторических наук. В 2023 году избран членом-корреспондентом Академии наук Абхазии.

## Научная деятельность
Область научных интересов: история и этнография народов Северного и Южного Кавказа, история и этнография Абхазии и народов Северо-Западного Кавказа, социальный строй, соционормативная культура и традиционные общинные структуры, история этнокультурных и экономических связей древней и средневековой Абхазии.
Основные научные достижения по данным Т. А. Ачугба: «Исследование проблем формирования человека как социально значимой личности у абхазов, региональная и этническая история абхазов, вопросы проявления Апсуара в сословном взаимодействии традиционного абхазского общества, этнокультурные и торгово-экономические взаимоотношения абхазов в древности и в Средние века».
Автор более 40 научных и научно-публицистических работ, в том числе 10 книг.

## Критика
Абхазский историк, доктор исторических наук Г. Дж. Гумба пишет, что монография Маана «Абхазы и внешний мир: этнокультурные, политические и экономические связи (VIII — ХVIII вв.)» является «первым солидным опытом системного и всестороннего изучения проблемы» и обладает «вместе с научной, неоценимой общественной и политической значимостью».